# Itapecuru Mirim
Itapecuru Mirim este un oraș în unitatea federativă Maranhão (MA), Brazilia.